# Аристагора
Аристагора је био тиран Милета крајем 6. века и почетком 5. века пре нове ере. Одговоран је за низ догађаја, који су довели до Јонског устанка и Грчко-персијских ратова.

## Постаје тиран Милета
Аристагорин стриц Хистијеј био је пре њега тиранин Милета и помагао је Дарију Великом 513. п. н. е. приком Даријевог похода на Ските. Када му је краљ Дарије понудио да га награди, он је тражио и добио један посед у Тракији. Мегабаз је сматрао да је опасно да Хистијеј оснива град у Тракији, па је наговорио Дарија да позове Хистијеја на персијски двор. На персијском двору Дарије Велики поставио га је као свог саветника. Тада је Аристагора постављен за тирана Милета на препоруку његовог стрица Хистијеја.

## Опсада Наксоса
Острво Наксос се истицало богатством. Народ је протерао неколико аристократа са Накса и они су побегли на Милет. Замолили су 500. п. н. е. Аристагору да им помогне да уз помоћ његове војске преузму контролу над Наксом. Аристагора је рекао да ће му требати помоћ Персијанаца, да би освојио Наксос. Избегле аристократе Наксоса понудиле су да покривају трошкове издржавања војске. Аристагора се обратио сатрапу Артаферну и објаснио му је да се освајањем Наксоса краљевска власт може проширити и на остала Кикладска острва, која признају врховну власт Накса. Персијанци су опремили флоту од 200 тровесларки. За команданта су именовали Мегабата. У Милету им се прикључио Аристагора са јонским Грцима и избеглицама са Наксоса. Кренули су 499. п. н. е. у поход на Наксос. На путу према Наксу Мегабат и Аристагора су се посвађали. Аристагора је рекао да Мегабат треба да слуша његова наређења. Према Херодоту Мегабат се наљутио па је послао неколико људи да јаве становницима Накса да се спрема напад. Пошто су становници Накса сазнали за поход против њих припремили су се за дуготрајну опсаду. Са поља су покупили све што су имали и снабдели су се храном и водом за очекивани рат. Када су дошли Аристагора и Мегабат наишли су на добро утврђен град. Опседали су га пуна четири месеца. Када су Персијанци потрошили сав свој новац и много Аристогориног новца, они су се повукли, а пре тога су саградили једну тврђаву за избеглице са Наксоса.

## Аристагора потиче Јонски устанак
Након неуспешне опсаде Накса Аристагора је био у великим проблемима. Није могао да испуни обећање, које је дао Артаферну, а осим тога морао је да сноси велике трошкове издржавања војске. Изгледало је да би га због свега тога могли да смене са положаја тирана Милета. Пошто се бојао да остане без власти он је одлучио да подигне устанак против Персијанаца. Његов стриц Хистијеј такође је био незадовољан у Сузи и послао је Аристагори поруку да дигне устанак. Аристагора се договарао са осталим завереницима и сви сем историчара Хекатеја били су за то да се дигне устанак. Када су донели одлуку о устанку онда је Аристагора послао своје људе у Мијунт, где је била усидрена флота након опсаде Наксоса. У Мијунту су похватали неколико јонских тирана и тада је дошло до отвореног устанка. Да би придобио народ Милета на побуну против Персије Аристагора се одрекао тираније и поново је успоставио демократију. Аристагора је једне тиране протерао, а друге је предао градовима. Неки тирани су тада убијени, а већина је протерана из јонских градова, у којима је успостављена демократија.

## Путује у Спарту и Атину да тражи подршку
Аристагора је путовао у Грчку да био добио подршку од Грка. У Спарти се састао са спартанским краљем Клеоменом. Покушао је да га придобије да помогне Јонски устанак против Персије. Није успео да наговори Клеомена да Спарта помогне јонским градовима. 
Аристагора се након Спарте запутио у Атину. Атина је у то време била ослобођена од тирана Хипије. Аристагора се обратио Атињанима споменувши да су Милећани пореклом из Атине. Говорио је Атињанима да је Азија изузетно богата и да ће Персијанце лако савладати. Атињани су пристали да помогну Јонски устанак, па су као помоћ послали 20 ратних бродова. Аристагора је добио подршку и од Еретријаца, који су му послали пет бродова.

## Поход на Сард
Аристагора је организовао поход на Сард 498. п. н. е. У том походу учествовало је поред Јонаца и 20 атинских и 5 еретријских бродова. Аристагора није лично командовао тим походом, него је војску ставио под команду свога брата. Јонци су са флотом допловили до Ефеза, ту су усидрили бродове, искрцали се и кренули на Сард. Заузели су цели Сард осим цитаделе, у којој је био Артаферн са доста јаким снагама. Током борби ватра се раширила градом и цели Сард је изгорио. Персијанци, очајни и опкољени ватром изашли су на трг и приморали Грке на повлачење из Сарда. Персијанцима У Сарду је убрзо стигла и помоћ, па су кренули за Грцима, који су се повлачили. Код Ефеза је дошло до битке, у којој су Персијанци до ногу потукли Грке. Јонски Грци су након тога побегли у своје градове.

## Атињани се повлаче
Атињани су након тога окончали свој савез са јонским Грцима, јер се показало да Персијанци нису лак плен, како им је Аристагора раније тумачио. Аристагора их је молио да му хитно упуте помоћ, али они су одбијали. Након тога јонски Грци су заузели Византион и остале градове на Хелеспонту. Придобили су и већи део Карије.

## Персијска контраофанзива
Персијске снаге су се реорганизовале 497. п. н. е. Три Даријева зета Дауриз, Химеј и Отан су заповедала са три војске. Дауриз је кренуо на Хелеспонт и ту је заузимао градове. Након тога кренуо је с војском на Карију. Химеј је кренуо у Пропонтиду, па је отишао на Хелеспонт и ту је покорио Еолце. Артаферн и Отан су кренули на Јонију и Еолију. Заузели су Клазомену и Киму.

## Аристагора бежи из Јоније
Аристагора је одлучио да побегне, па је сазвао своје присталице и предлагао је да се у случају бега одселе на Сардинију или Тракију. Одлучио је да побегне у град Миркин у Тракији. Тај град је Хистијеј своједобно добио од Дарија. Аристагора је са својим присталицама отишао у Тракију. Аристагору су убили Трачани и уништили му војску.